# Cymothoe caprina
Cymothoe caprina is een vlinder uit de onderfamilie Limenitidinae van de familie Nymphalidae. De wetenschappelijke naam van de soort is voor het eerst geldig gepubliceerd in 1898 door Per Olof Christopher Aurivillius.